# 蒲原聖可
蒲原 聖可（かもはら せいか、1964年9月15日- ）は、日本の医学者、健康科学大学教授。

## 略歴
高知県生まれ。徳島大学医学部卒業、同大学院修了。95年医学博士。米国ロックフェラー大学、東京医科大学を経て、健康科学大学教授。日本薬科大学客員教授。DHC研究顧問。日本統合医療学会理事、国際個別化医療学会理事。日本健康促進医学会理事。

## 著書
- 『肥満遺伝子 肥満のナゾが解けた!』講談社(ブルーバックス)1998
- 『ヒトはなぜ肥満になるのか』岩波書店(岩波科学ライブラリー 1998
- 『肥満とダイエットの遺伝学 遺伝子が決める食欲と体重』1999 朝日選書
- 『ベジタリアンの健康学 ダイエットからエコロジーまで』1999 丸善ライブラリー
- 『ファイトケミカルで病気を防ぐ 野菜や果物の色素がガンから心臓病、白内障、肝障害にまで効くと判明』マキノ出版 (ビタミン文庫)2000
- 『からだのしくみ』日本実業出版社(入門メディカルサイエンス)2000
- 『ダイエットを医学する 人類は丸くなっている?』2001 中公新書
- 『キレイになるやせる!ナチュラル系サプリメント 美容とダイエットの科学的根拠』講談社 2002
- 『図解雑学なぜ太るのかやせるのか』ナツメ社 2002
- 『代替医療 効果と利用法』2002 (中公新書
- 『サプリメント小事典』2003 平凡社新書
- 『サプリメント事典』平凡社 2004
- 『ベジタリアンの医学』2005 (平凡社新書)
- 『医療従事者のためのEBMサプリメント事典』医学出版社 2006
- 『サプリメントと医薬品の相互作用診療マニュアル』医学出版社 2006
- 『EBMサプリメント事典 科学的根拠に基づく適正使用指針』医学出版社 2008
- 『サプリメント・健康食品handbook 科学的根拠から適正使用がわかる本 必携』新興医学出版社 2009
- 『ときどきベジタリアン食のすすめ ビーガン,マクロビオティックから統合栄養学まで』日本評論社 2011
- 『ヘルシーエイジングに役立つサプリメント・健康食品 科学的根拠に基づいた適正使用のための情報』医学と看護社 (元気と美しさをつなぐヘルシー・エイジング・シリーズ 2013
- 『サプリメントと医薬品の相互作用ハンドブック 機能性食品の適正使用情報』DHC医薬食品相談部 編集協力 医学出版社 2015

### 共編著・監修
- 『肥満症診療ハンドブック』砂山聡共編著 医学出版社 2001
- 『とっても知りたい!最新サプリメントかんたん事典 悩みで探す、効きめで探す』監修 技術評論社(かんたん+健康)2005
- 『キレイと元気を作るサプリメントかんたんbook』監修 技術評論社 (かんたん+健康)2006
- 『飲んで治す!!2分でできる健康ジュース症状別レシピ350』監修 日東書院本社 2008
- 『サプリメントを考える』京都健康フォーラム監修,今西二郎編著,伊藤壽記, 糸川嘉則, 内藤裕二共著 建帛社 (人と食と自然シリーズ 2012